# مواد افیونی
مواد شبه‌افیونی یا اُپیوئید (به انگلیسی: opioid) به مجموعه ترکیبات شیمیایی طبیعی و مصنوعی مسکن شبیه به مورفین گفته می‌شود که در سیناپس، گیرنده‌های عصبی اپیوئید را تحریک می‌کنند. در کاربردهای پزشکی عمدتاَ به‌عنوان ضد دردهای شدید، بیهوش‌کننده، خواب‌آور، به‌عنوان ضدافسردگی آتوپیک و تسکین کوتاه‌مدت اضطراب و بی‌قراری بسیار شدید به کار می‌روند.
عملکرد همهٔ مواد شبه‌افیونی در بدن همانند کار انتقال‌دهنده‌های عصبی ضد درد (اندورفین‌ها) است که از طریق تأثیر بر سلسله اعصاب مرکزی موجب تخفیف احساس درد در بدن می‌شوند.

## تاریخچه
مرفین اولین مادۀ شبه‌افیونی طبیعی (آلکالوئید) می‌باشد که در سال ۱۸۰۴ توسط یک داروساز آلمانی به نام «فردریش ویلیام آدام سرتورنر» در شهر «پادربرن» از تریاک استخراج شد.

## اشکال مختلف
اپیوییدها از نظر توانایی، قدرت و مدت اثر با یکدیگر متفاوتند، خاصیت چسبندگی (Affinity) آن‌ها به گیرنده‌های μ و همچنین میزان حلالیت آن‌ها در چربی (Lipophilicity) تعیین‌کننده این میزان می‌باشد. هم چنین گرایش‌های مختلفی نسبت به گیرنده‌های مختلف اپیویید از خود نشان می‌دهند.
| نام             | توانایی  | حداقل عمر     | توضیحات                                    |
| --------------- | -------- | ------------- | ------------------------------------------ |
| Sufentanil      | ≈۱۰۰۰    | ۳۰ دقیقه      | ندارد                                      |
| Remifentanil    | ≈۱۰۰–۲۰۰ | ۸ تا ۱۰ دقیقه | -                                          |
| Fentanyl        | ۱۲۰      | ۳۰ دقیقه      | -                                          |
| Alfentanil      | ۳۰–۴۰    | ۱۰ دقیقه      | -                                          |
| بوپرنورفین      | ≈۳۰      | ۶ تا ۸ ساعت   | -                                          |
| Hydromorphon    | ۷٬۵      | ۳ تا ۵ ساعت   | -                                          |
| Levomethadon    | ۴        | ۵ تا ۷ ساعت   | -                                          |
| Oxycodon        | ۱٬۵–۲    | ۳٬۵ تا ۷      | -                                          |
| Diacetylmorphin | ۲٬۵      | ۳ تا ۴ ساعت   | هروئین                                     |
| متادون          | ۲        | ۵ تا ۷ ساعت   | -                                          |
| Hydrocodon      | ۱٬۵      | ۴ تا ۸ ساعت   | -                                          |
| مرفین           | ۱        | ۲ تا ۴ ساعت   | -                                          |
| Piritramid      | ۰٬۷      | ۴ تا ۶ ساعت   | -                                          |
| Nalbuphin       | ۰٬۵–۰٬۷  | ۳ تا ۶ ساعت   | -                                          |
| Tapentadol      | ۰٬۳–۰٬۵  | ۴ ساعت        | -                                          |
| پنتازوسین       | ۰٬۳      | ۲ تا ۴ ساعت   | -                                          |
| Dihydrocodein   | ۰٬۲      | ۳ تا ۴ ساعت   | -                                          |
| کدئین           | ۰٬۱      | ۴ ساعت        | -                                          |
| Pethidin        | ۰٬۱      | ۲ تا ۴ ساعت   | -                                          |
| ترامادول        | ۰٬۱–۰٬۲  | ۴ تا ۶ ساعت   | اپیویید و SNRI                             |
| Tilidin         | ۰٬۱–۰٬۲  | ۳ تا ۴ ساعت   | -                                          |
| نالوکسان        | مخالف ۰  | ۱ تا ۴ ساعت   | ضد اپیویید                                 |
| Naltrexon       | مخالف ۰  | تا ۲۴ ساعت    | ضد اپیویید                                 |
| لوپرامید        | ۰        | -             | بر روی اعصاب مرکزی تأثیر ندارد             |
| Apomorphin      | ۰        | -             | برای حالت تهوع، تأثیر بر گیرنده‌های دوپامین |

## گیرنده‌های اپیوئید
| نوع                        | محدوده            | تأثیرات                                                           |
| -------------------------- | ----------------- | ----------------------------------------------------------------- |
| μ1                         | مغز، نخاع و اعصاب | مسکن، سر خوشی، اثرات عروقی، کاهش ضربان، اعتیاد (ضعیف)، سختی ادرار |
| μ2                         | مغز، نخاع و اعصاب | مسکن، یبوست، اعتیاد (قوی)، تنگی نفس، سختی ادرار                   |
| μ - مو                     | اعصاب             | مسکن، معده و روده، خارش                                           |
| κ - کاپا                   | مغز، نخاع         | مسکن، آرام بخش، بد خلقی                                           |
| δ - دلتا                   | مغز، نخاع، اعصاب  | معده و روده، دیگر عضوها                                           |
| هنوز گیرنده‌ای شناسائی نشده |                   | مردمک‌تنگی، تهوع، استفراغ                                          |

## عوارض جانبی
اعتیاد، تهوع و استفراغ ، سرگیجه، خواب آلودگی، یبوست، افت فشار خون، تعریق، خارش ، کندی حرکات و فکر کردن ، کرختی ، بی حسی ، تشنج در موارد شدید ، کاهش احساسات و بی توجهی ، اختلال حافظه ، سرکوب عصبی و تنفسی ، مردمک pinpoint 

## آسیب‌شناسی
اپیوییدها به خودی خود به سیستم ارگانیک بدن آسیب چندانی نمی‌رسانند، چراکه هدفمند بر روی گیرنده‌های مخصوص خود اثر می‌گذارند، با وجود این مصرف دائمی و طولانی مدت این مواد ممکن است همراه با آسیب‌های جسمی باشد که عوارض جانبی آن‌ها به وجود آورده‌اند، اما به‌طور کلی می‌توان اعتیاد را خطرناکترین آسیب این گروه داروها دانست. اثرات منفی این مواد بر روی مغز هنوز به‌طور کامل بررسی نشده‌است ولی احتمال بروز اختلالات مغزی در این گروه از داروها بسیار ضعیف است. عوارض جانبی این گروه از داروها، خشکی دهان، تهوع، یبوست می‌توانند برای بدن ایجاد اختلالاتی نمایند.
مصرف ترامادول با برخی از داروهای ضد افسردگی می‌تواند باعث ایجاد سندروم سروتونین و دیگر اختلالات مغزی شود. برعکس مسکن‌های غیر استروئیدی (NSAID) مانند ایبوپروفن و استامینوفن که مصرف آن‌ها در درمان دردهای مزمن به کبد و کلیه آسیب‌های جدی می‌رسانند، اپیوییدها به خوبی در بدن تحمل می‌شوند.
(در اینجا به آسیبهای اپیوئیدهای خالص اشاره شده که با مواد مخدر خیابانی متفاوتند، به‌طور مثال تحقیقات نشان می‌دهد که هروئین خیابانی، حدود ۵٪ هروئین خالص را شامل می‌شوند و باقی آن مواد مضری هستند که برای سود مالی بیشتر به آن اضافه شده‌اند)

## اعتیاد
مصرف اپیوییدها موجب وابستگی روانی و جسمی شبیه اعتیاد به تریاک می‌گردد. با قطع ناگهانی دارو علائم اضطراب، تعریق، بی‌خوابی، تهوع و لرز، اسهال، درد عضلانی، ترس و بیقراری و گرگرفتگی پیش می‌آید. پس از اتمام دوره درمان، مقدار مصرف روزانه دارو تحت نظارت پزشک باید به آهستگی کاهش یابد تا از بروز علایم محرومیت دارو جلوگیری شود.

## علائم ترک (خماری)
سرچشمه: اپیوئیدها ضد نورآدرنالین عمل می‌کنند و مقدار نورآدرنالین را در بدن کاهش می‌دهند. از آنجایی که بدن انسان برای برگرداندن سطح تعادل (هومئوستازی) تلاش می‌کند، سطح تولید نورآدرنالین را افزایش می‌دهد تا مقدار از دست رفته نورآدرنالین را جبران کند.
در زمان ترک ماده مخدر، به یکباره ماده ضد نورآدرنالین ناپدید می‌شود و از طرف دیگر نورآدرنالین با شدت و مقدار زیاد آزاد می‌گردد که باعث ایجاد عوارض ناخوشایند ترک می‌شود و تا زمانی که مقدار آزادسازی نورآدرنالین کاهش یافته و نورآدرنالین اضافی از بدن دفع شود ادامه می‌یابد که اصطلاحاً به آن، دوران خماری می‌گویند.
در دوران ترک، سطح سنگین نورآدرنالین به گیرنده‌های عصبی خود (α۱ و α۲) فشار وارد می‌کند و باعث پرکاری اعصاب سمپاتیک می‌شود.
همچنین در بدن موادی به نام اندورفینها وجود دارند که مرفین طبیعی بدن نامیده می‌شوند و کاربردی مشابه دارند، در مواقع مختلف ترشح آن‌ها افزایش می‌یابد و در شرایط عادی نیز در سطح تعادل در بدن یافت می‌شوند، در اثر مصرف طولانی مدت اپیوییدها و افزایش دوز مصرفی، سطح تولید اندورفینها به تدریج کاهش یافته یا قطع می‌شود، و با قطع اپیویید بازگشت به شرایط طبیعی به کندی صورت می‌پذیرد.
چهار مدل مختلف از نشانه‌های ترک اپیویید:
1. آبریزش بینی، اشک چشم، تعرق، لرز، سیخ شدن موی بدن، بزرگتر شدن مردمک چشم، خمیازه، کشش عضلانی، بی‌قراری، گرسنگی ماده مخدر Craving
2. شدت یافتن موارد اول، لرز شدید، تعرق شدید، درد عضلانی، دل پیچه، مشکلات عروقی (تپش قلب و آریتمی)، تهوع، سردرد
3. شدت یافتن موارد دوم همراه با استفراغ، اسهال، تعرق بسیار شدید، گرفتگی عضلانی دردناک، شکم گرفتگی، تپش قلب، فشار خون بالا، مشکل در سر پا ایستادن
4. شدت یافتن مراحل سوم، از هوش رفتن خطرناک، از هم گسیختگی عروق همراه با شوک عروقی، از دست رفتن نمک خون و شرایط بسیار خطرناک برای مغز

موارد اول تا سوم را می‌توان با مصرف ماده مخدر پایان بخشید ولی در مورد چهارم باید اقدامات خاص پزشکی نیز انجام پذیرد.